# Commerau (Königswartha)

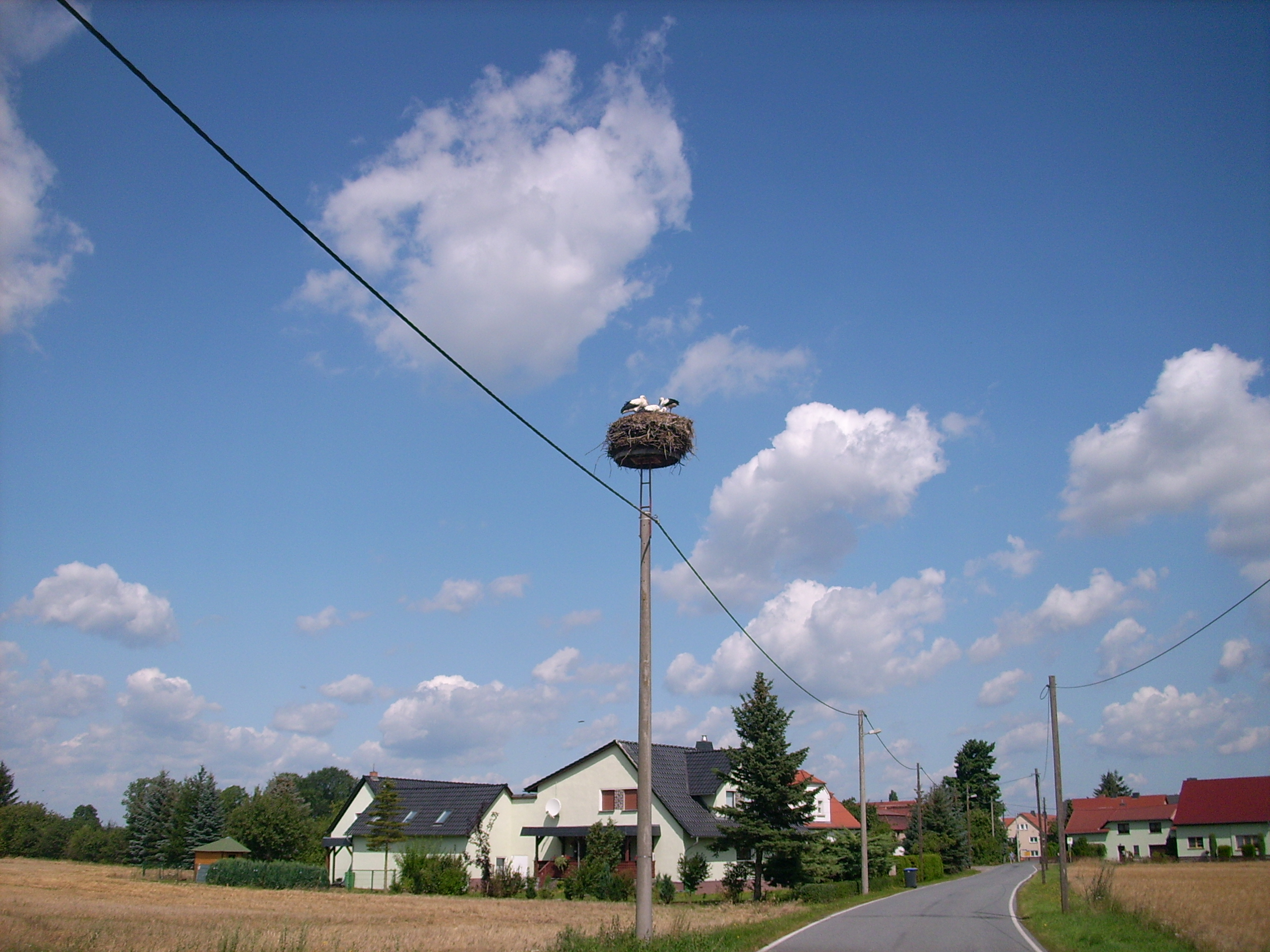
Commerau

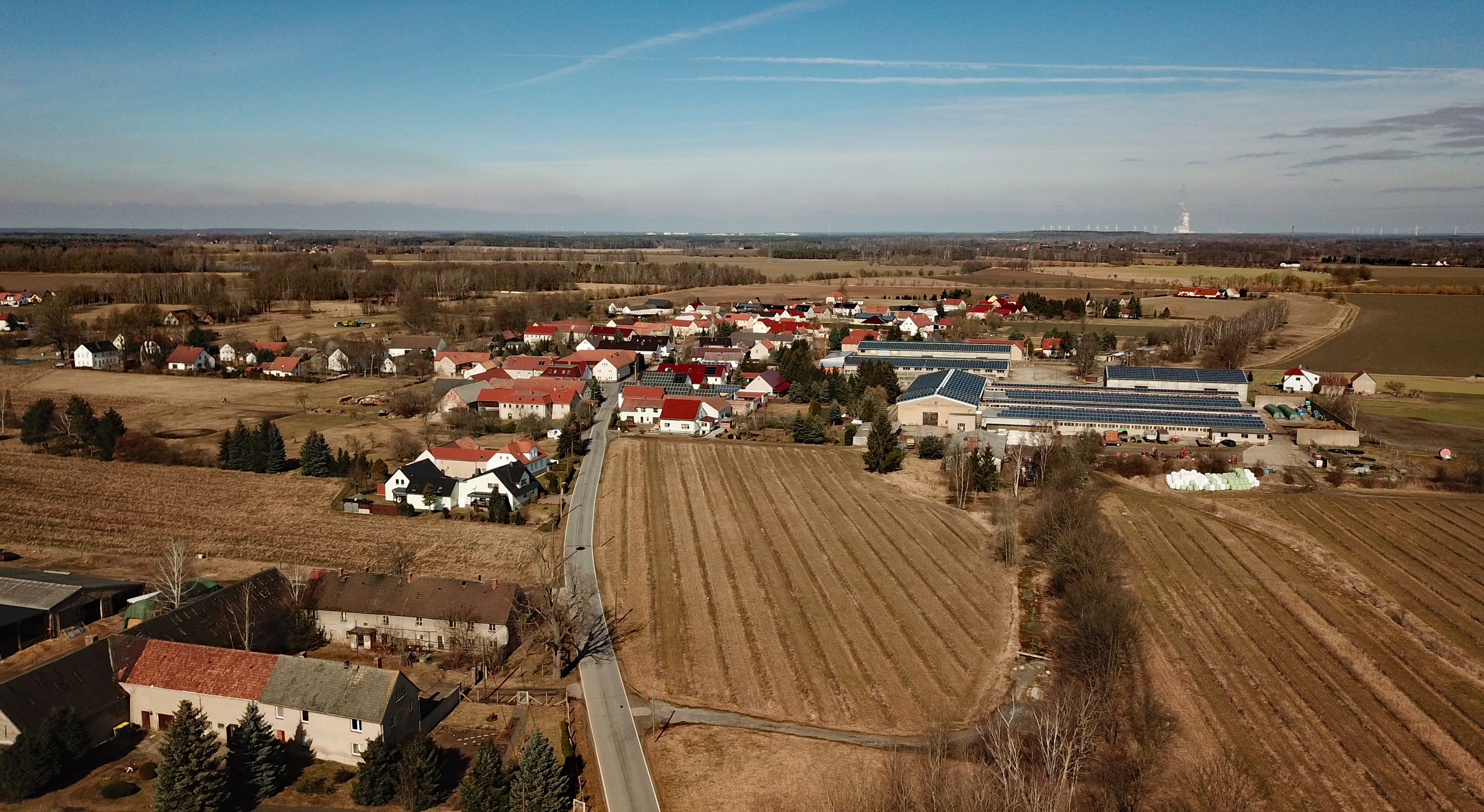
Luftbild

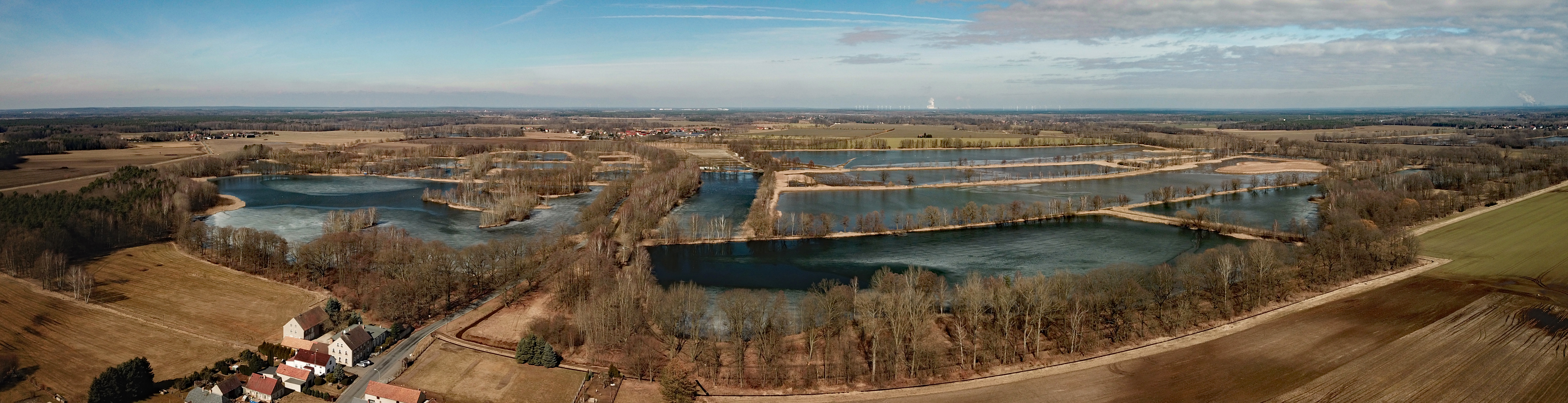
Teiche zwischen Entenschenke und Commerau

Commerau, obersorbisch Komorowⓘ, ist ein Ort im ostsächsischen Landkreis Bautzen und gehört seit 1957 zur Gemeinde Königswartha. Der Ort liegt in der Oberlausitz und zählt zum sorbischen Siedlungsgebiet. Im Dezember 2022 hatte der Ortsteil 244 Einwohner.

## Geografie
Der Ort befindet sich etwa 20 Kilometer nordwestlich der Großen Kreisstadt Bautzen und elf Kilometer südlich von Hoyerswerda in der Oberlausitzer Heide- und Teichlandschaft. Die Stadt Wittichenau ist sieben Kilometer entfernt. Südlich und westlich des Ortes befinden sich ausgedehnte Teichgebiete; im Osten verläuft das Schwarzwasser.
Commerau ist ein für die Gegend typisches Straßenangerdorf mit der Straße zugewandten Häusergiebeln. Die Nachbarorte sind Wartha im Nordosten, Caminau im Osten, Entenschenke im Süden, Truppen im Südwesten und Rachlau (Stadt Wittichenau) im Nordwesten.

## Geschichte

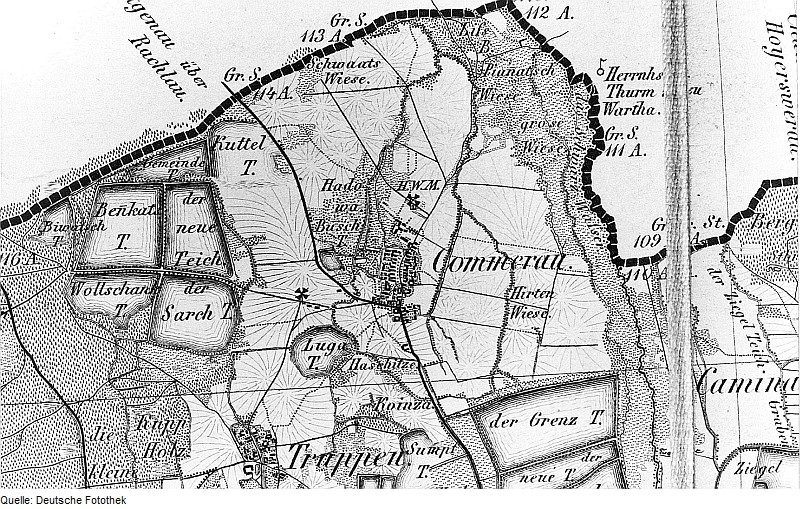
Karte mit altem sächsisch-preußischen Grenzverlauf

Der Ort wurde erstmals 1374 als Comerow urkundlich erwähnt. Weitere verzeichnete Namensformen sind Kommeraw (1441), Comoraw (1570) und Commeraw (1658). Die Grundherrschaft wechselte im Laufe der Jahrhunderte mehrfach und lag im 16. Jahrhundert beim Rittergut Neschwitz, im 17. Jahrhundert beim Königswarthaer Gut und im 18. Jahrhundert schließlich beim Gut Commerau.
Mit dem Wiener Kongress 1815 wurde die preußisch-sächsische Grenze neu verlegt und verlief von nun an etwa anderthalb Kilometer nördlich bzw. östlich des Ortes. Während Wartha und Rachlau zu Preußen kamen, blieb Commerau sächsisch. Bis heute erinnert der Name der Grenzteiche an diese Zeit. Die ehemalige Landesgrenze entspricht der heutigen Gemeindegrenze zwischen Königswartha und Wittichenau.
Bis zum 1. Januar 1957 war Commerau eine eigenständige Landgemeinde mit den Ortsteil Truppen (seit 1936) und Entenschenke; dann wurde es nach Königswartha eingemeindet.

## Bevölkerung
Für seine Statistik über die sorbische Bevölkerung in der Oberlausitz ermittelte Arnošt Muka in den achtziger Jahren des 19. Jahrhunderts eine Bevölkerungszahl von 388 Einwohnern; davon waren ausnahmslos alle Sorben. 1923 gründete sich in Commerau eine Einheit des Serbski Sokoł. Ernst Tschernik zählte 1956 noch einen sorbischsprachigen Bevölkerungsanteil von 67 Prozent. Seitdem ist der Gebrauch der sorbischen Sprache im Ort weiter zurückgegangen.
Die gläubigen Einwohner sind fast ausschließlich evangelisch-lutherischer Konfession und nach Königswartha gepfarrt. Bis 1872 zählte Commerau zur Neschwitzer Kirchgemeinde.

## Infrastruktur
Commerau verfügte über eine Haltestelle an der Bahnstrecke Bautzen–Hoyerswerda, deren Betrieb jedoch 2001 eingestellt wurde. 

## Persönlichkeiten
- Hanka Faßke (Hanka Fascyna, 1935–2002), sorbische Volkskundlerin und Slawistin